# Héctor Díaz-Polanco
Héctor Díaz-Polanco es un académico y político mexicano, nacido en República Dominicana, con estudios de antropología en la Universidad Nacional Autónoma de México y de sociología en El Colegio de México. Actualmente se desempeña como diputado en el Congreso de la Ciudad de México, del cual fue presidente entre 2021 y 2022.
Desde 1976, es profesor e investigador del Centro de Investigaciones y Estudios Superiores en Antropología Social (CIESAS), que es parte del sistema de centros públicos de investigación de México.

## Reconocimientos
Es el único académico que ha recibido los cuatro principales premios de ensayo de América Latina. En 2006, obtuvo el Premio Internacional de Ensayo, convocado por Siglo XXI Editores. En 2008, recibió el Premio Casa de las Américas. En 2016, se le otorgó el Premio Libertador al Pensamiento Crítico, y en 2020 fue reconocido con el Premio Internacional Fernando Ortiz. Además, en 2006 su institución le entregó el Premio Ángel Palerm.
El Consejo Nacional de Ciencia y Tecnología (Conacyt) le nombró Investigador Nacional del Sistema Nacional de Investigadores (SNI) de México, nivel III.

## Actividad académica y editorial
Ha participado en más de 500 eventos científicos e impartido conferencias o docencia como profesor invitado en universidades de América Latina, Estados Unidos y Europa. Fue profesor de tiempo completo de la Escuela Nacional de Antropología e Historia (1974-1977), del INAH.[cita requerida]
Ha sido jurado de premios nacionales e internacionales, como el Fray Bernardino de Sahagún de Antropología Social, del Instituto Nacional de Antropología e Historia (México, 1991 y 1993); el Casa de las Américas (La Habana, 1992); el Premio de los países de ALBA en Artes y Letras (2009); el Premio Internacional de Ensayo “Pensar a Contracorriente” (La Habana, 2010 y 2017); el Premio Internacional de Ensayo El Libertador (Caracas, 2011), y el Premio Internacional de Ensayo Mariano Picón Salas (Caracas, 2011).
Fue coeditor de las revistas Boletín de Antropología Americana del Instituto Panamericano de Geografía e Historia (1980-2005) y Convergencia Socialista (1997-2000); y miembro del Consejo de las revistas: Latin American Perspectives (California, desde 1994), Desacatos. Revista de Antropología Social (2000-2003) y Dialéctica (desde 1994). Dirigió Memoria. Revista de política y cultura, desde 1997 hasta 2007.

## Otras actividades

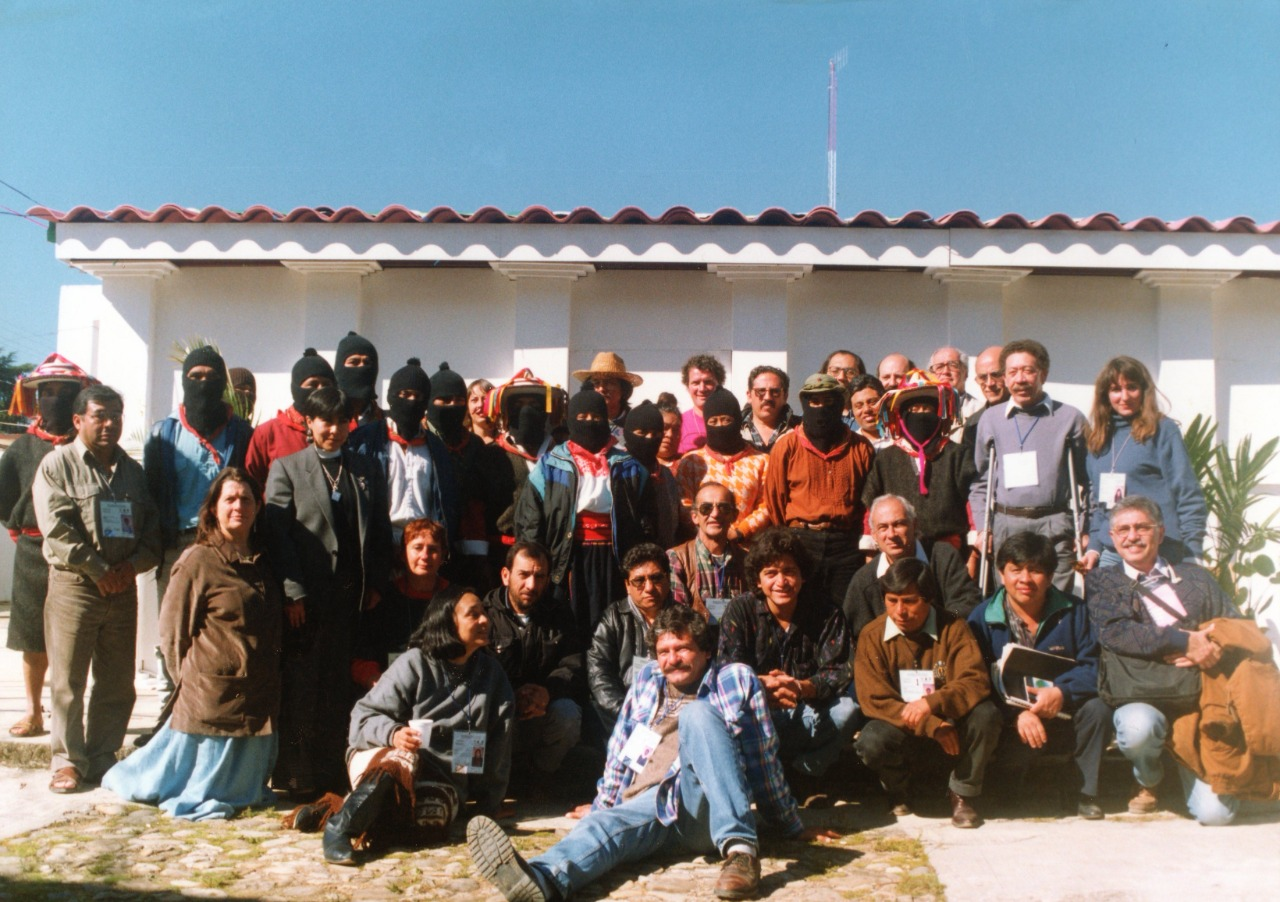
Héctor Díaz-Polanco con académicos e investigadores, junto a miembros del Ejército Zapatista de Liberación Nacional.

Además, fue consultor sobre temas indígenas (1993-1995) de la Organización de las Naciones Unidas para la Alimentación y la Agricultura (FAO). Fue asesor de la Comisión Nacional de Autonomía (Managua, 1984-1987) que diseñó el régimen de autonomía de la Costa Atlántica de Nicaragua; y del Ejército Zapatista de Liberación Nacional (EZLN) para las negociaciones con el Gobierno mexicano sobre "Derechos y cultura indígena", de las que resultaron los Acuerdos de San Andrés (1995-1996). Miembro fundador de la organización internacional “En Defensa de la Humanidad”. En 2007, asesoró a organizaciones indígenas y campesinas de Bolivia, y prestó consultoría a las Comisiones de Autonomía y de Reestructuración del Estado de la Asamblea Constituyente boliviana.
Junto con escritores y académicos mexicanos (Carlos Monsiváis, José María Pérez Gay, Carlos Payán, Arnaldo Córdova, Enrique Semo, Víctor Flores Olea, Laura Esquivel, Luis Javier Garrido, Elena Poniatowska, Hugo Gutiérrez Vega, Héctor Vasconcelos, entre otros) en 2008 integró el Comité de Intelectuales en Defensa del Petróleo, que trabajó estrechamente con Andrés Manuel López Obrador hasta la fundación de Morena en 2014.
Desde 2012 es miembro del Consejo Consultivo del Movimiento de Regeneración Nacional (MORENA) y fue presidente de su órgano jurisdiccional (la Comisión Nacional de Honestidad y Justicia) de 2012 a 2020.
Fue electo diputado del Congreso de la Ciudad de México (2021-2004). Fungió como presidente de este órgano legislativo hasta el 5 de septiembre de 2022.

## Publicaciones
- Polanco, Héctor Díaz (1987). Etnia, nación y política. J. Pablos Editor. ISBN 978-968-6039-74-0.
- Polanco, Héctor Díaz (1996). Autonomía regional: la autodeterminación de los pueblos indios. Siglo XXI. ISBN 978-968-23-2005-7.
- Polanco, Héctor Díaz; Rayas, Lucia (17 de junio de 2019). Indigenous Peoples in Latin America: The Quest for Self-Determination. Routledge. ISBN 978-0-429-49986-9. doi:10.4324/9780429499869/indigenous-peoples-latin-america-héctor-díaz-polanco-lucia-rayas.
- Polanco, Héctor Díaz (1 de enero de 1997). La rebelión zapatista y la autonomía. Siglo XXI. ISBN 978-968-23-2061-3.
- Polanco, Héctor Díaz (1985). La cuestión étnico-nacional. Editorial Línea. ISBN 978-968-7250-04-5.
- Polanco, Héctor Díaz; Sánchez, Consuelo (2002). México diverso: el debate por la autonomía. Siglo XXI. ISBN 978-968-23-2376-8.
- Polanco, Héctor Díaz (2004). El canon Snorri: diversidad cultural y tolerancia. Universidad de la Ciudad de México. ISBN 978-968-5720-10-6.
- Polanco, Héctor Díaz (2006). El laberinto de la identidad. UNAM. ISBN 978-970-32-3078-5.
- Polanco, Héctor Díaz (2007). Elogio de la diversidad: globalización, multiculturalismo y etnofagia. Siglo XXI. ISBN 978-968-23-2638-7.
- Polanco, Héctor Díaz (2009). La diversidad cultural y la autonomía en México. Nostra Ediciones. ISBN 978-607-7603-09-2.
- Polanco, Héctor Díaz (20 de junio de 2012). La cocina del diablo: El fraude del 2006 y los intelectuales. Grupo Planeta Spain. ISBN 978-607-07-1246-3.
- Díaz-Polanco, Héctor (12 de octubre de 2020). El jardín de las identidades: la comunidad y el poder (en inglés). Grupo Editor Orfila Valentini. ISBN 978-607-7521-35-8.
- Polanco, Héctor Díaz (2016). El nacimiento de la antropología: positivismo y evolucionismo. Orfila. ISBN 978-607-7521-38-9.
- Polanco, Héctor Díaz (2017). El gran incendio: la rebelión de Tehuantepec. Orfila. ISBN 978-607-7521-44-0.